# 横通岳
横通岳（よことおしだけ）は、飛騨山脈（北アルプス）南部に位置する常念山脈の長野県松本市と安曇野市 にまたがる標高2,767.1 mの山。

## 概要
日本で73番目に高い山で、山域は中部山岳国立公園内にある。常念岳から大天井岳への縦走路が西側の山腹を通ることが山名の由来である。東山麓の安曇野一帯から望むと常念岳と寄り添うように、北側に並んで望める。その山容は常念岳と同様にピラミッド型。地質は風化しやすい新期花崗岩で、岩稜と砂礫の明るい山稜。山頂付近の西斜面の高山帯では高山植物であるキバナシャクナゲ やコマクサの群落が見られる。

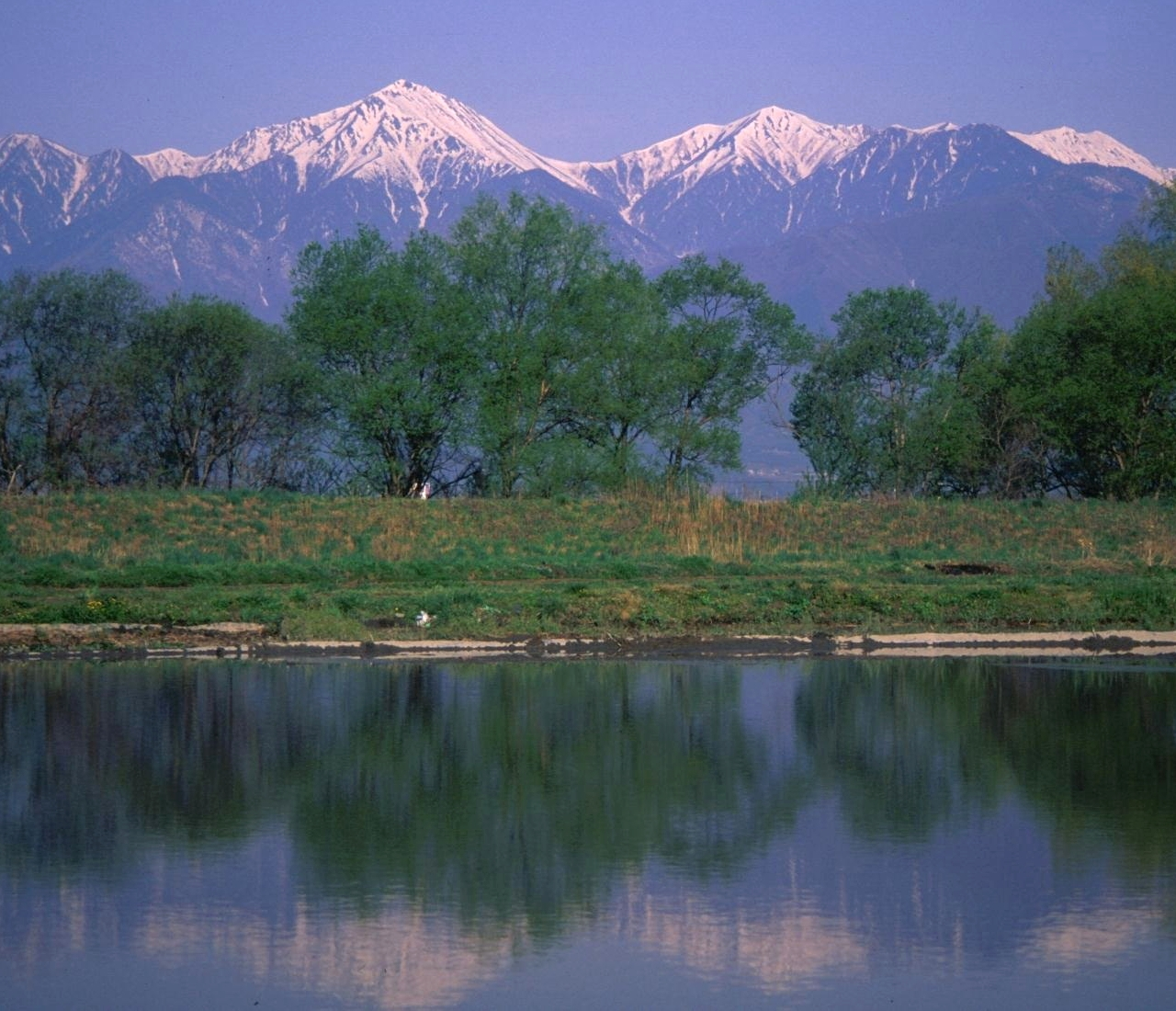
東側の犀川の右岸から望む常念岳（左）と横通岳（右）
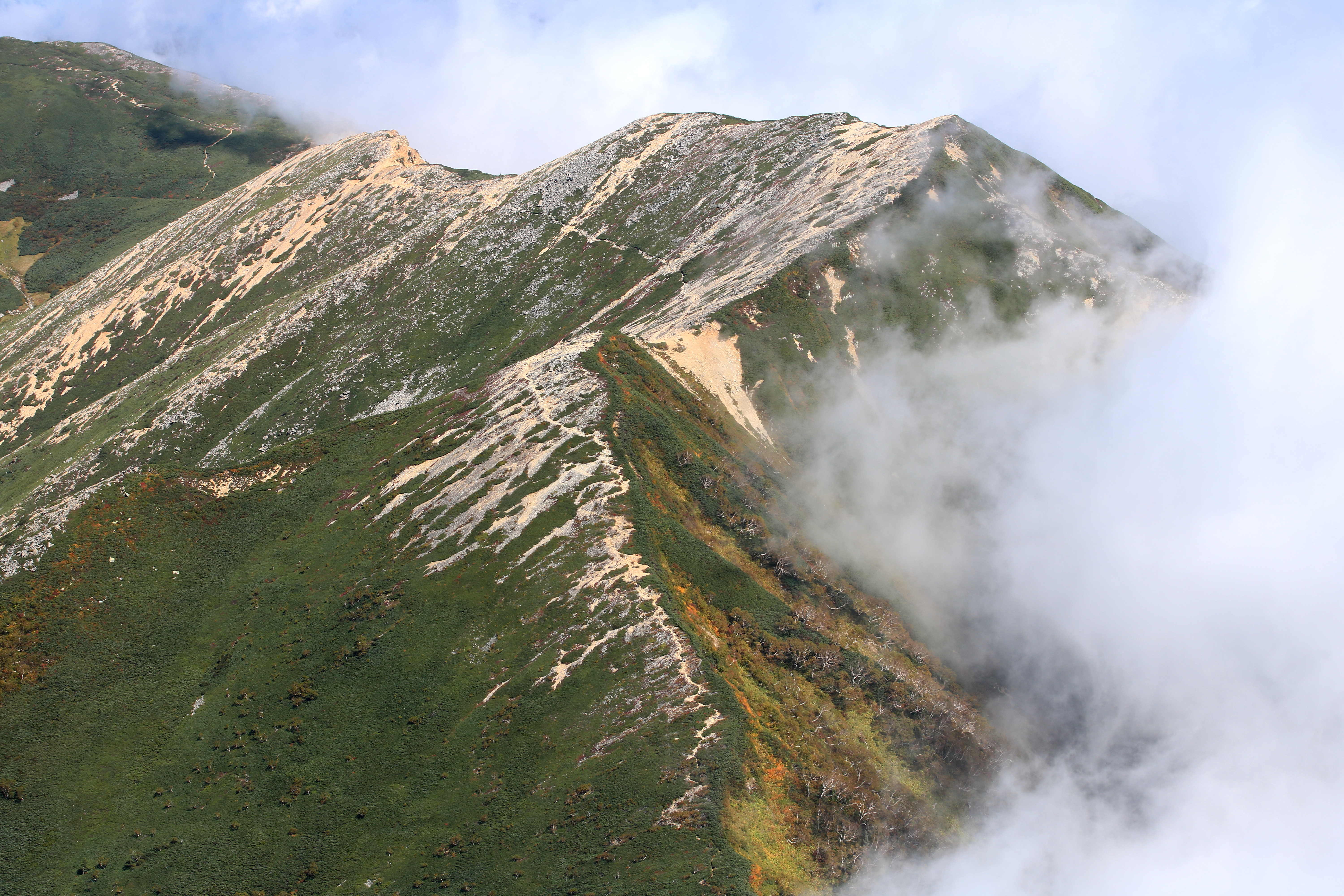
常念岳から大天井岳への縦走路が西側の山腹を通ることが山名の由来

## 東尾根へのロープウェイ構想
昭和30年代後半から40年代にかけての高度経済成長期に、東山麓から東尾根にロープウェイを架ける計画が検討されたが立ち消えとなった。1987年から山麓の安曇野市穂高町牧地区の大助小屋（標高911 m）と大峠付近の尾根までの標高差1,064 m、全長4,350 mを結ぶロープウェイ計画が再スタートした。川崎製鉄を中心に山麓の穂高町牧地区一帯の開発を進めている西穂高開発、穂高カントリー、穂高温泉開発公社などと穂高町が共同出資の会社を設立する方針で、建設地点の尾根に「ふるさと展望台」や「大峠展望台」という名称が検討されていた。終点駅には展望台2箇所と高山植物園、ボタニカルアート館（植物博物館）、穂高神社中宮を建設する計画があった。1989年8月に計画が表面化した後、山岳雑誌などにも取り上げられ、穂高町には開発反対の手紙が数通寄せられた。開発予定地は地元の山林組合所有のカラマツの植林地で、終点は中部山岳国立公園の境界線にかかっていた。自然保護の観点などから実現には至らなかった。

## 地理
飛騨山脈南東部の常念山脈の主稜線上にあり、大天井岳と常念岳との間にある。南北に常念山脈の主稜線が延び、東に浅川山（標高1,742.8 m）への枝尾根が延びる。山頂には三等三角点（点名「赤樽」、標高2,767.11 m）が設置されている。

### 周辺の主な山
周辺の主要な山を以下に示す。
| 山容                                        | 山名     | 標高(m)  | 三角点等級 基準点名                  | 横通岳からの 方角と距離(km) | 備考                                     |
| ------------------------------------------- | -------- | -------- | ------------------------------------ | --------------------------- | ---------------------------------------- |
| 蝶ヶ岳から望む大天井岳（2002年7月12日撮影） | 大天井岳 | 2,922.05 | 三等 「天章山」                      | 北西 3.4                    | 常念山脈の最高峰 日本二百名山 信州百名山 |
| 横通岳から望む東天井岳（2017年9月22日撮影） | 東天井岳 | 2,814    |                                      | 北西 1.6                    |                                          |
| 東天井岳から望む横通岳（2003年9月14日撮影） | 横通岳   | 2,767.11 | 三等 「赤樽」                        | 0                           |                                          |
| 横通岳から望む常念岳（2003年9月14日撮影）   | 常念岳   | 2,857    | 前常念岳 （一等「常念岳」） 2,661.90 | 南 1.9                      | 日本百名山 信州百名山                    |
| 常念岳から望む蝶ヶ岳（1999年8月1日撮影）    | 蝶ヶ岳   | 2,677    | （三等「蝶ケ岳」） 2664.48           | 南 6.1                      | 信州百名山                               |

### 周辺の峠
周辺の主な峠を以下に示す。
- 常念乗越 - 山頂の南1 kmの常念岳との鞍部、標高2,466 m。
- 大峠 - 山頂の東5.3 kmの東尾根から富士尾山への派生する尾根との鞍部、標高約1,790 m。

### 源流の河川
信濃川水系の以下の支流の源流となる山で日本海へ流れる。
- 一ノ俣谷 - 梓川の支流
- 一ノ沢 - 烏川の支流
- 糠川 - 中房川の支流

## 登山

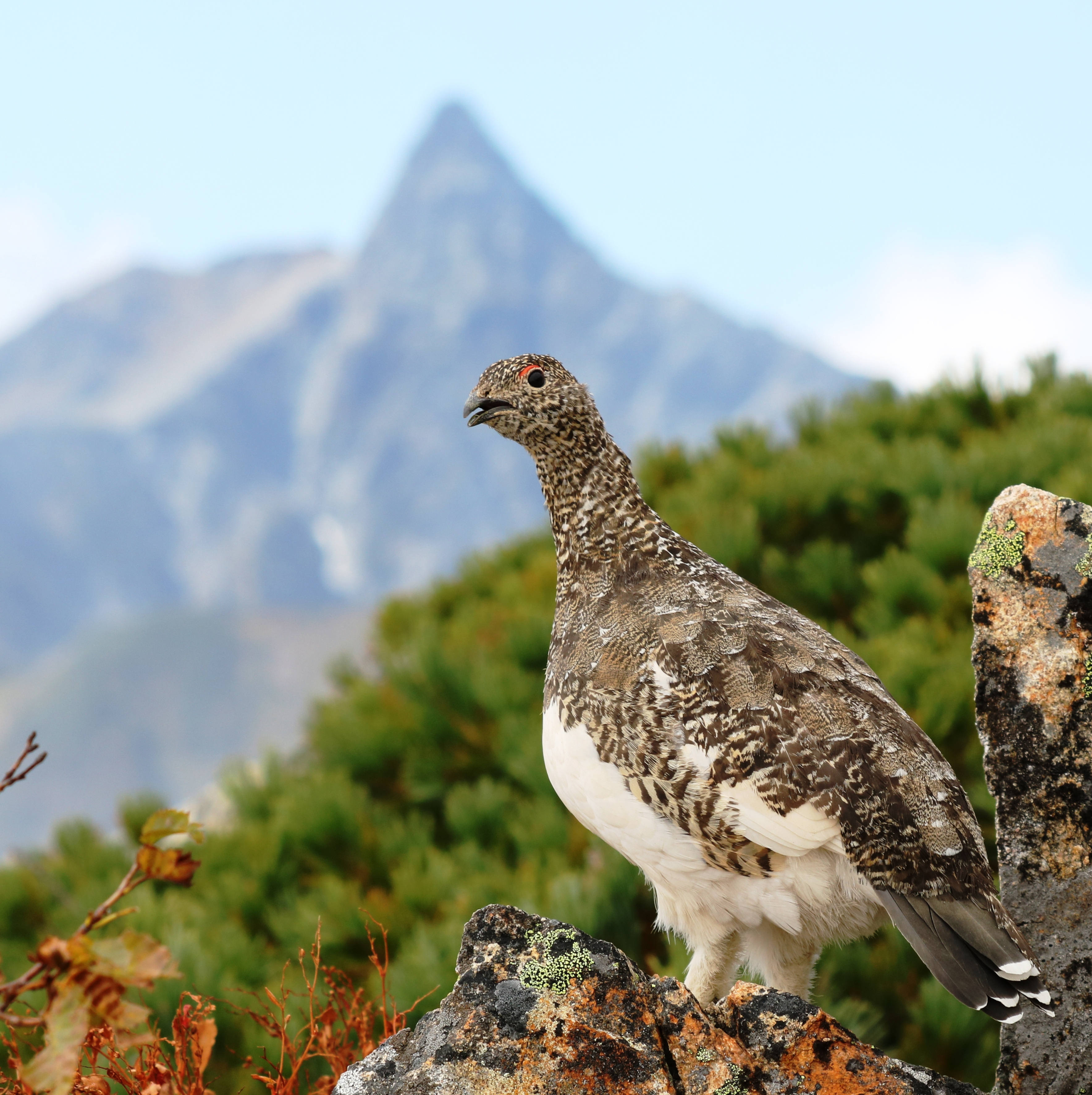
上部の登山道周辺の高山帯に生息するライチョウと遠景の槍ヶ岳

2015年（平成27年）12月17日に「長野県登山安全条例」が施行され、その対象となる山で、2016年（平成28年）7月1日から登山計画書の届出が必要となった。

### 登山ルート
直接登る登山道はなく、一ノ沢から常念乗越経由のルート、燕岳から大天井岳を経る常念山脈の縦走ルート、三股や上高地から蝶ヶ岳と常念岳を経るルートなどがある。主なルートを以下に示す。一ノ沢から常念乗越を経て常念岳へ至る登山ルート（無雪期・天候良好時）は、長野県山岳総合センターによる「信州　山のグレーディング」で、技術的難易度が「ランクB/(A-E)」（低い-中程度）、体力度が「4/1-10」（中程度、1泊以上が適当）とされている。一ノ沢林道の終点の手前1kmほど手前に駐車場があり、林道終点に一ノ沢登山指導所とトイレが設置されている。上高地から横尾を経て一ノ俣谷から常念乗越へのルートがあったが、廃道となっている。
- 一ノ沢からのルート：一ノ沢林道 - 冷沢小屋 - 一ノ沢登山指導所 - 山の神 - 胸突八丁 - 常念乗越（常念小屋） - 横通岳[9]
- 大天井岳方面からの縦走ルート：それぞれの登山口 - 大天井岳 - 大天荘 - 東大天井岳 - 横通岳[16]
- 蝶ヶ岳方面からの縦走ルート：三股や上高地などの登山口 - 蝶ヶ岳 - 常念岳 - 常念乗越（常念小屋） - 横通岳[9]

### 周辺の山小屋
周辺の山上には以下の山小屋がある。山頂の南1 kmの常念乗越には、1919年建設された常念小屋があり、キャンプ指定地が併設されている。
| 外観                                                      | 名称           | 所在地               | 標高 (m) | 横通岳からの 方角と距離(km) | 収容 人数 | キャンプ 指定地 | 備考       |
| --------------------------------------------------------- | -------------- | -------------------- | -------- | --------------------------- | --------- | --------------- | ---------- |
| 大天井岳の山頂直下にある大天荘（2017年9月22日撮影）       | 大天荘         | 大天井岳山頂直下南   | 2,875    | 北西 3.4                    | 200       | テント50張      | 1956年建設 |
|                                                           | 横通岳         |                      | 2,767.11 | 0                           |           |                 |            |
| 横通岳から望む常念乗越にある常念小屋（2017年9月22日撮影） | 常念小屋       | 常念乗越             | 2,450    | 南 1.0                      | 200       | テント40張      | 1919年開業 |
| 蝶ヶ岳ヒュッテと槍ヶ岳（2015年7月11日撮影）               | 蝶ヶ岳ヒュッテ | 蝶ヶ岳肩、長塀山分岐 | 2,668    | 南 5.9                      | 250       | テント30張      | 1958年開業 |

## 周辺の主な施設
- 常念小屋
- 国営アルプスあづみの公園（堀金・穂高地区施設）
- 県営烏川渓谷緑地
- 穂高温泉
- あずみのカントリークラブ
- 穂高カントリークラブ

## 交通・アクセス
東山麓に東日本旅客鉄道（JR東日本）大糸線、国道147号、長野県道25号塩尻鍋割穂高線などが通る。大糸線穂高駅の西14 kmに位置する。長野自動車道安曇野インターチェンジの西北西 18kmに位置する。東南東山腹の一ノ沢左岸に一ノ沢林道が通り、常念乗越への登山口がある。上高地バスターミナルの北東14 kmに位置する。

## 横通岳からの眺望
ウィキメディア・コモンズには、横通岳から眺望に関するカテゴリがあります。
山頂からは西側に槍ヶ岳から穂高岳へと連なる飛騨山脈の主稜線の山々、南側に常念岳のどっしりとした山上を望むことができる。

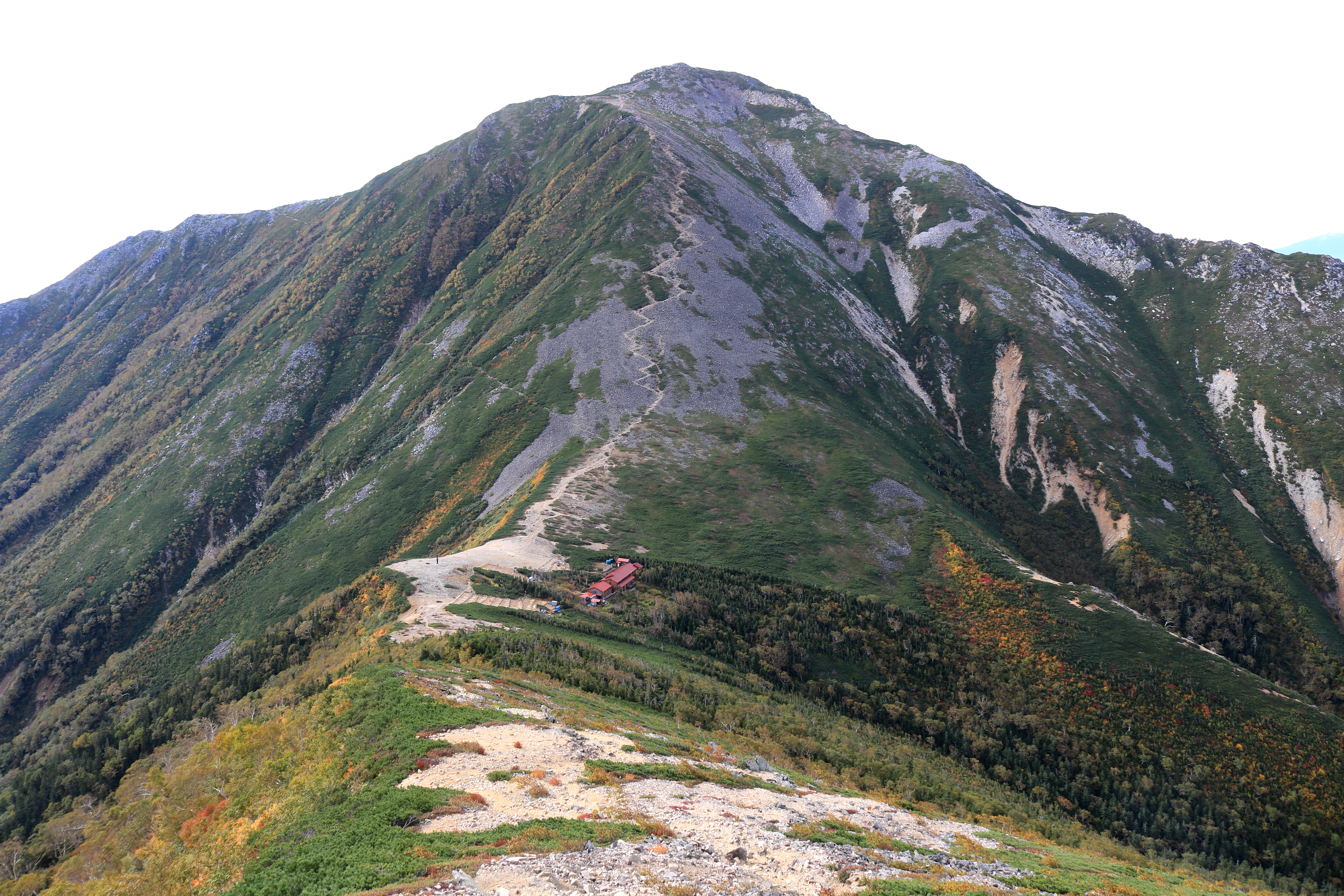
横通岳から望む常念乗越と常念岳 （2017年9月）
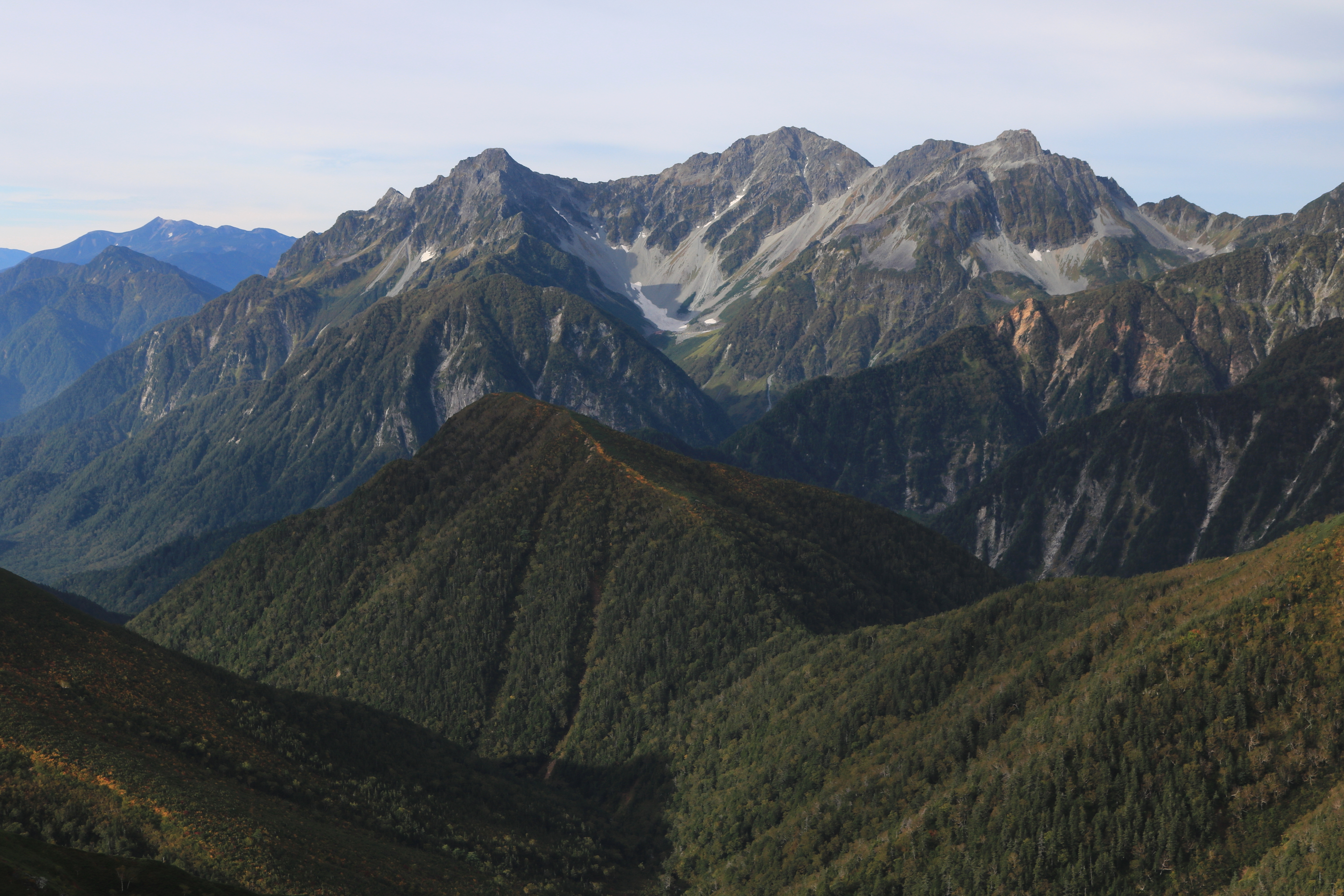
横通岳から望む穂高岳 （2017年9月）
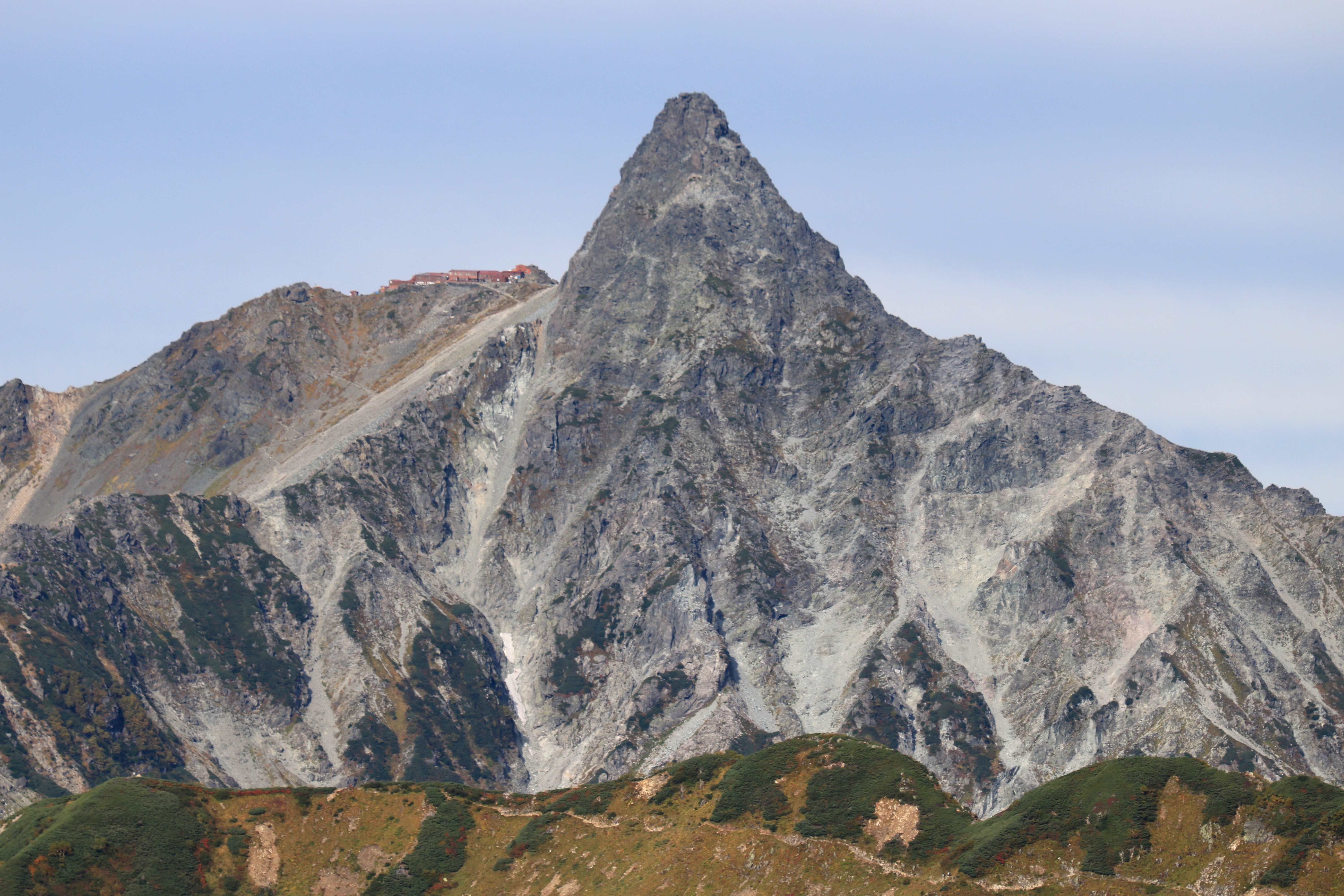
横通岳から望む槍ヶ岳 （2017年9月）